# Gesetz der Massenproduktion
Das Gesetz der Massenproduktion (englisch law of mass production) besagt in der Betriebswirtschaftslehre, dass bei zunehmender Produktionsmenge die Produktionskosten pro Stück (Stückkosten) sinken, so dass in einem Unternehmen entweder die Preise gesenkt oder – bei konstant bleibenden Preisen – die Gewinne erhöht werden können.

## Allgemeines
Das Gesetz der Massenproduktion entwickelte im Jahre 1910 der Volkswirt Karl Bücher. Er ging davon aus, dass die gesamten Stückkosten mit zunehmender Beschäftigung sinken, weil – bei konstanten variablen Stückkosten – die Fixkosten pro Stück hyperbolisch sinken. Dieses Gesetz gilt jedoch nicht nur in der industriellen Massenproduktion, wie er annahm, sondern für jedes Unternehmen mit Fixkosten.

## Inhalt
Ausgangspunkt sind die gesamten Stückkosten {\displaystyle Sg}, die sich aus dem Verhältnis der Gesamtkosten {\displaystyle Kg} zur Produktionsmenge {\displaystyle M} ergeben:
{\displaystyle Sg={\frac {\text{Kg}}{\text{M}}}}.
Dabei setzen sich die gesamten Stückkosten {\displaystyle Sg} aus fixen und variablen Stückkosten zusammen. Mit zunehmender Produktionsmenge sinken die gesamten Stückkosten wegen der Fixkosten {\displaystyle Kf} – bei konstant bleibenden variablen Kosten {\displaystyle Kv} – und bewirken eine Kostendegression:
{\displaystyle Sg={\frac {\text{Kf}}{\text{M}}}+Kv}.
Voraussetzung hierfür ist ein linearer Kostenverlauf. Kostendegression bedeutet mithin eine relative Kostensenkung durch sinkende Tendenz der Gesamtkosten bei zunehmender Produktionsmenge. Sinkende Stückkosten liegen vor, wenn die Grenzkosten {\displaystyle G} kleiner als die Stückkosten sind:
{\displaystyle G<Sg}.
Die Mindestmenge, von der an diese Kostendegression vorteilhaft zu werden beginnt, nennt Bücher die „Nutzschwelle der Massenfabrikation“. Erich Gutenberg sprach 1960 von „kritischer Menge“ und kritisierte, dass Bücher nicht klar genug erkannt habe, dass dem von ihm analysierten Sachverhalt zwei verschiedene Tatbestände innewohnen. Unter der „Nutzhöhe“ versteht Bücher diejenige Produktionsmenge, bei der sich die niedrigsten relativen Produktionskosten ergeben (Kostenoptimum).

## Bedeutung
Insbesondere die weltweite industrielle Massenproduktion nutzt die Erkenntnisse dieses Gesetzes. Dabei lässt sich die Produktionsmenge (englisch output) bis zur bestehenden Kapazitätsgrenze bei abnehmenden fixen Stückkosten ausdehnen. Wird die Kapazität sogar durch Erweiterungsinvestitionen erhöht, setzen sich die Größenvorteile wachsender Betriebsgröße durch Skaleneffekte in Form zunehmender Skalenerträge (englisch economies of scale) fort. Das Gesetz der Massenproduktion regt daher Unternehmen zu organischem Unternehmenswachstum an, wodurch sich die Marktanteile (und Marktmacht) steigern lassen. Je mehr die Massenproduktion ausgedehnt wird, umso mehr kann ein Unternehmen den Preis dieser Massenprodukte senken. Da die Produktion größerer Mengen niedrigere kostendeckende Preise erlaubt, kommt es zu einem Verdrängungswettbewerb, der theoretisch im so genannten natürlichen Monopol endet. Das Gesetz macht sich den Effekt der Fixkostendegression zu Nutze.